# ONS Nissewaard

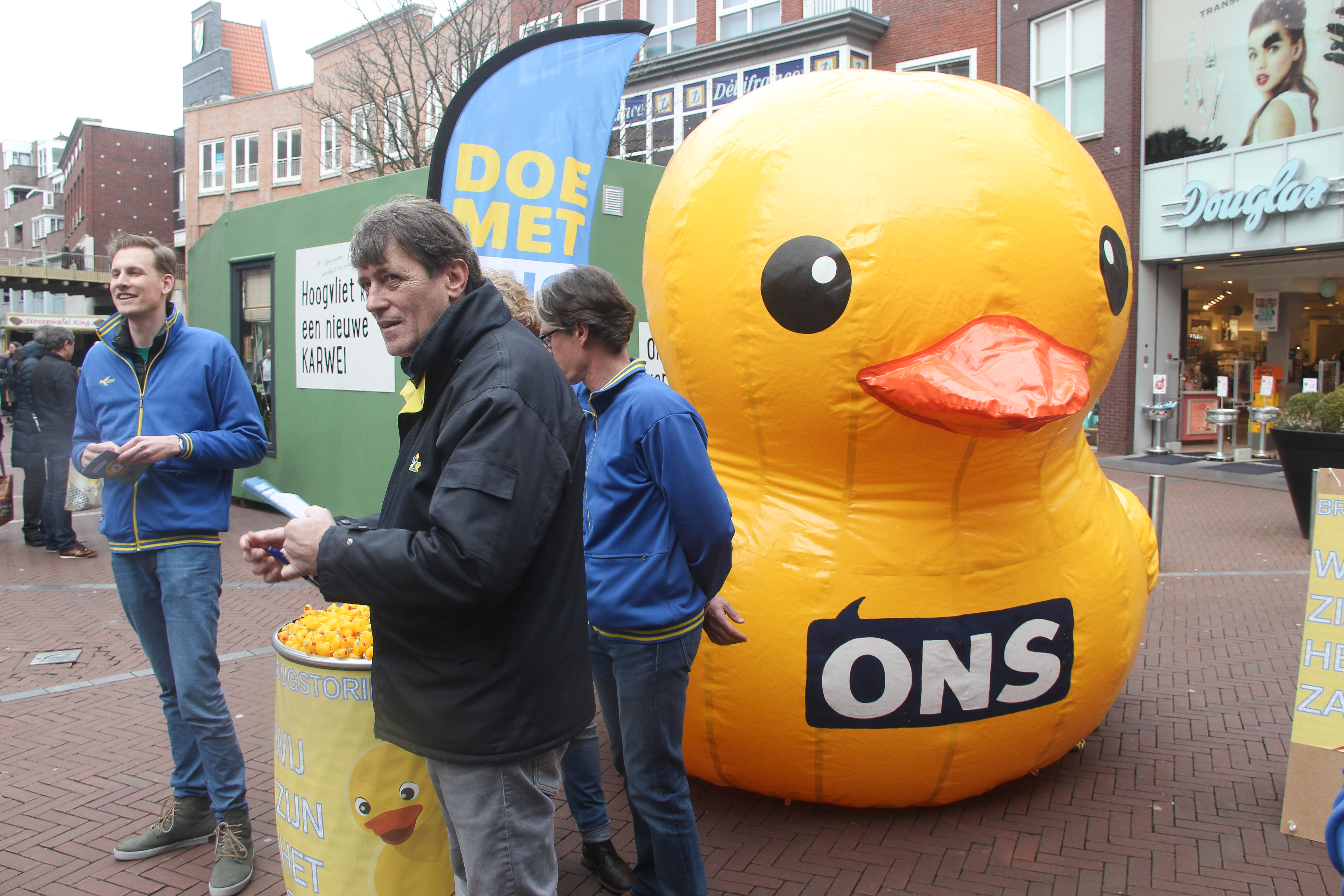
ONS Nissewaard op campagne voor de gemeenteraadsverkiezingen van 2018

ONS Nissewaard is een lokale politieke partij in de Nederlandse gemeente Nissewaard (provincie Zuid-Holland).

## Geschiedenis
De partij is opgericht in 1993 in de toenmalige gemeente Spijkenisse onder de naam Onafhankelijk Nieuw Spijkenisse (ONS). Een jaar later, tijdens de gemeenteraadsverkiezingen van 1994 kwam ONS met vijf zetels in de raadszaal en nam zij met één wethouder deel aan het college van B&W. In 1998 groeide ONS door naar elf zetels en twee wethouders in het college. De groei zette ook in 2002 door: vijftien zetels en drie wethouders. Ook in de raadsperiode daarna waren er drie ONS-wethouders en bezetten 17 volksvertegenwoordigers van de 35 beschikbare raadszetels. Na de verkiezingen in maart 2010 had ONS nog 16 zetels in de raad.
Op 1 januari 2015 fuseerde de gemeente Spijkenisse met de gemeente Bernisse tot Nissewaard. De partij ging zich vanaf toen richten op de gehele nieuwe gemeente. Als gevolg hiervan wijzigde Onafhankelijk Nieuw Spijkenisse haar naam in ONS Nissewaard. Bij de herindelingsverkiezingen behaalde ONS Nissewaard 13 zetels. Bij de eerstvolgende reguliere gemeenteraadsverkiezing van 2018 won de partij 14 zetels. Zij ging samen met de PvdA en de VVD een college vormen en levert 3 wethouders.